# Kyffhäusers voetbalkampioenschap 1927/28
In 1927/28 werd het elfde Kyffhäusers voetbalkampioenschap gespeeld, dat georganiseerd werd door de Midden-Duitse voetbalbond. VfB Eisleben werd kampioen en plaatste voor de Midden-Duitse eindronde. De club verloor meteen van VfB Erfurt.

## Gauliga
| Plaats | Club                          | Wed. | W  | G | V  | Saldo | Ptn.  |
| ------ | ----------------------------- | ---- | -- | - | -- | ----- | ----- |
| 1.     | VfB 1909 Eisleben             | 14   | 11 | 1 | 2  | 41:22 | 23:5  |
| 2.     | SpVgg Preußen 1905 Nordhausen | 14   | 10 | 1 | 3  | 38:21 | 21:7  |
| 3.     | BSC 1907 Sangerhausen         | 14   | 7  | 1 | 6  | 30:27 | 15:13 |
| 4.     | SpVgg 1919 Eisleben           | 14   | 6  | 3 | 5  | 32:29 | 15:13 |
| 5.     | VfB 1906 Sangerhausen         | 14   | 7  | 1 | 6  | 35:35 | 15:13 |
| 6.     | SV Wacker 1905 Nordhausen     | 14   | 6  | 2 | 6  | 30:31 | 14:14 |
| 7.     | SpVgg Leimbach-Mansfeld       | 14   | 3  | 1 | 10 | 21:35 | 7:21  |
| 8.     | SC Schwarzburg-Sondershausen  | 14   | 1  | 0 | 13 | 17:44 | 2:26  |

|  | Kampioen, geplaatst voor Midden-Duitse eindronde |
|  | Degradatie                                       |